# コブルグ島
コブルグ島(コブルグとう、ロシア語: Остров Кобург)は北極海の一部であるバレンツ海に位置するロシア連邦領ゼムリャフランツァヨシファの北部にある島である。1874年にオーストリア＝ハンガリー帝国の探検家、ユリウス・フォン・パイアーにより発見された 。